# Liste des matchs de l'équipe de Roumanie de football par adversaire
Cette liste présente les matchs de l'équipe de Roumanie de football par adversaire rencontré. Lorsqu'une rivalité footballistique particulière existe entre la Roumanie et un autre pays, une page spécifique peut être proposée.
- Haut – A
- B
- C
- D
- E
- F
- G
- H
- I
- J
- K
- L
- M
- N
- O
- P
- Q
- R
- S
- T
- U
- V
- W
- X
- Y
- Z

## A

### Albanie
Confrontations entre la Roumanie et l'Albanie :
| Date              | Lieu              | Match              | Score | Compétition                                                   |
| 13 octobre 1946   | Tirana            | Albanie - Roumanie | 1-0   | Coupe des Balkans des nations 1946                            |
| 25 mai 1947       | Tirana            | Albanie - Roumanie | 0-4   | Coupe des Balkans des nations 1947                            |
| 2 mai 1948        | Bucarest          | Roumanie - Albanie | 0-1   | Coupe des Balkans des nations 1948                            |
| 23 octobre 1949   | Bucarest          | Roumanie - Albanie | 1-1   | Match amical                                                  |
| 29 novembre 1949  | Tirana            | Albanie - Roumanie | 1-4   | Match amical                                                  |
| 8 octobre 1950    | Bucarest          | Roumanie - Albanie | 6-0   | Match amical                                                  |
| 18 avril 1971     | Bucarest          | Roumanie - Albanie | 2-1   | Qualifications olympiques                                     |
| 26 mai 1971       | Tirana            | Albanie - Roumanie | 1-2   | Qualifications olympiques                                     |
| 29 octobre 1972   | Bucarest          | Roumanie - Albanie | 2-0   | Éliminatoires de la Coupe du monde 1974 (zone Europe - Gr. 4) |
| 6 mai 1973        | Tirana            | Albanie - Roumanie | 1-4   | Éliminatoires de la Coupe du monde 1974 (zone Europe - Gr. 4) |
| 25 mars 1987      | Bucarest          | Roumanie - Albanie | 5-1   | Éliminatoires du Championnat d'Europe 1988 (Groupe 1)         |
| 28 octobre 1987   | Vlora             | Albanie - Roumanie | 0-1   | Éliminatoires du Championnat d'Europe 1988 (Groupe 1)         |
| 20 septembre 1988 | Constanța         | Roumanie - Albanie | 3-0   | Match amical                                                  |
| 6 septembre 2006  | Tirana            | Albanie - Roumanie | 0-2   | Éliminatoires du Championnat d'Europe 2008 (Groupe G)         |
| 21 novembre 2007  | Bucarest          | Roumanie - Albanie | 6-1   | Éliminatoires du Championnat d'Europe 2008 (Groupe G)         |
| 3 septembre 2010  | Piatra Neamț      | Roumanie - Albanie | 1-1   | Éliminatoires du Championnat d'Europe 2012 (Groupe D)         |
| 11 octobre 2011   | Tirana            | Albanie - Roumanie | 1-1   | Éliminatoires du Championnat d'Europe 2012 (Groupe D)         |
| 31 mai 2014       | Yverdon-les-Bains | Albanie - Roumanie | 0-1   | Match amical                                                  |
| 19 juin 2016      | Décines-Charpieu  | Roumanie - Albanie | 0-1   | Euro 2016 (groupe A)                                          |

Bilan
- Total de matchs disputés : 19
- Victoires de l'équipe d'Albanie : 3
- Matchs nuls : 3
- Victoires de l'équipe de Roumanie : 13
- Total de buts marqués par l'équipe d'Albanie : 12
- Total de buts marqués par l'équipe de Roumanie : 45

### Algérie
Confrontations entre l'équipe de Roumanie de football et l'équipe d'Algérie de football :
Matchs
| Date            | Lieu           | Match              | Score | Compétition |
| 7 février 1984  | Alger Algérie  | Algérie - Roumanie | 1-1   | amical      |
| 4 février 1990  | Alger Algérie  | Algérie - Roumanie | 0-0   | amical      |
| 5 décembre 2000 | Alger Algérie  | Algérie - Roumanie | 3-2   | amical      |
| 8 décembre 2000 | Annaba Algérie | Algérie - Roumanie | 2-3   | amical      |
| 4 juin 2014     | Genève Suisse  | Algérie - Roumanie | 2-1   | amical      |

Bilan
- Total de matchs disputés : 5
- Victoires de l'équipe de Roumanie : 1
- Victoires de l'équipe d'Algérie : 2
- Matchs nuls : 2

### Allemagne
Confrontations entre l'Allemagne et la Roumanie en matchs officiels :
| Date              | Lieu                            | Match                | Score | Compétition          |
| 25 août 1935      | Erfurt Allemagne                | Allemagne - Roumanie | 4-2   | Match amical         |
| 25 septembre 1938 | Bucarest Roumanie               | Roumanie - Allemagne | 1-4   | Match amical         |
| 14 juillet 1940   | Francfort-sur-le-Main Allemagne | Allemagne - Roumanie | 9-3   | Match amical         |
| 1er juin 1941     | Bucarest Roumanie               | Roumanie - Allemagne | 1-4   | Match amical         |
| 16 août 1942      | Bytom Pologne                   | Allemagne - Roumanie | 7-0   | Match amical         |
| 1er juin 1966     | Ludwigshafen Allemagne          | RFA - Roumanie       | 1-0   | Match amical         |
| 22 novembre 1967  | Bucarest Roumanie               | Roumanie - RFA       | 1-0   | Match amical         |
| 8 avril 1970      | Stuttgart Allemagne             | RFA - Roumanie       | 1-1   | Match amical         |
| 17 juin 1984      | Lens France                     | RFA - Roumanie       | 2-1   | Euro 1984 (Groupe B) |
| 5 septembre 1998  | Ħ'Attard Malte                  | Allemagne - Roumanie | 1-1   | Match amical         |
| 12 juin 2000      | Liège                           | Allemagne - Roumanie | 1-1   | Euro 2000 (Groupe A) |
| 28 avril 2004     | Bucarest Roumanie               | Roumanie - Allemagne | 5-1   | Match amical         |
| 12 septembre 2007 | Cologne Allemagne               | Allemagne - Roumanie | 3-1   | Match amical         |

Bilan
- Total de matchs disputés : 13
- Victoires de l'équipe d'Allemagne : 8
- Matchs nuls : 3
- Victoires de l'équipe de Roumanie : 2

### Allemagne de l'Est
Confrontations entre l'équipe d'Allemagne de l'Est de football et l'équipe de Roumanie de football : 
| Date              | Lieu                                  | Match          | Score | Compétition                                |
| 26 octobre 1952   | Bucarest ( Roumanie)                  | Roumanie - RDA | 3-1   | Match amical                               |
| 8 mai 1954        | Berlin ( Allemagne de l'Est)          | RDA - Roumanie | 0-1   | Match amical                               |
| 18 septembre 1955 | Bucarest ( Roumanie)                  | Roumanie - RDA | 2-3   | Match amical                               |
| 14 septembre 1958 | Leipzig ( Allemagne de l'Est)         | RDA - Roumanie | 3-2   | Match amical                               |
| 14 octobre 1962   | Dresde ( Allemagne de l'Est)          | RDA - Roumanie | 3-2   | Match amical                               |
| 12 mai 1963       | Bucarest ( Roumanie)                  | Roumanie - RDA | 3-2   | Match amical                               |
| 21 septembre 1966 | Gera ( Allemagne de l'Est)            | RDA - Roumanie | 2-0   | Match amical                               |
| 18 novembre 1967  | Berlin ( Allemagne de l'Est)          | RDA - Roumanie | 1-0   | Qualifications pour les JO 1968            |
| 6 décembre 1967   | Bucarest ( Roumanie)                  | Roumanie - RDA | 0-1   | Qualifications pour les JO 1968            |
| 27 mai 1973       | Bucarest ( Roumanie)                  | Roumanie - RDA | 1-0   | Qualifications pour la Coupe du monde 1974 |
| 26 septembre 1973 | Leipzig ( Allemagne de l'Est)         | RDA - Roumanie | 2-0   | Qualifications pour la Coupe du monde 1974 |
| 27 avril 1977     | Bucarest ( Roumanie)                  | Roumanie - RDA | 1-1   | Match amical                               |
| 1er juin 1979     | Berlin ( Allemagne de l'Est)          | RDA - Roumanie | 1-0   | Match amical                               |
| 2 avril 1980      | Bucarest ( Roumanie)                  | Roumanie - RDA | 2-2   | Match amical                               |
| 17 novembre 1982  | Karl-Marx-Stadt ( Allemagne de l'Est) | RDA - Roumanie | 4-1   | Match amical                               |
| 24 août 1983      | Bucarest ( Roumanie)                  | Roumanie – RDA | 3-2   | Match amical                               |
| 29 août 1984      | Gera ( Allemagne de l'Est)            | RDA - Roumanie | 2-1   | Match amical                               |
| 30 mars 1988      | Halle ( Allemagne de l'Est)           | RDA - Roumanie | 3-3   | Match amical                               |

Bilan
- Total de matchs disputés : 18
- Victoires de la Roumanie : 5
- Victoires de la RDA : 10
- Matchs nuls : 3

### Andorre
Confrontations entre Andorre et la Roumanie :
| Date              | Lieu                       | Match              | Score | Compétition                                |
| 8 septembre 2004  | Andorre-la-Vieille Andorre | Andorre - Roumanie | 1-5   | Qualifications pour la Coupe du monde 2006 |
| 17 août 2005      | Constanța Roumanie         | Roumanie - Andorre | 2-0   | Qualifications pour la Coupe du monde 2006 |
| 11 septembre 2012 | Bucarest Roumanie          | Roumanie - Andorre | 4-0   | Qualifications pour la Coupe du monde 2014 |
| 11 octobre 2013   | Andorre-la-Vieille Andorre | Andorre - Roumanie | 0-4   | Qualifications pour la Coupe du monde 2014 |

Bilan
- Total de matchs disputés : 4
- Victoires de l'équipe d'Andorre : 0
- Victoires de l'équipe de Roumanie : 4
- Match nul : 0

### Angleterre
Confrontations entre l'équipe d'Angleterre de football et l'équipe de Roumanie de football en matchs officiels :
| Date              | Lieu               | Match                 | Score | Compétition                                   |
| 24 mai 1939       | Bucarest Roumanie  | Roumanie - Angleterre | 0-2   | Match amical                                  |
| 6 novembre 1968   | Bucarest Roumanie  | Roumanie - Angleterre | 0-0   | Match amical                                  |
| 15 janvier 1969   | Londres Angleterre | Angleterre - Roumanie | 1-1   | Match amical                                  |
| 2 juin 1970       | Guadalajara        | Angleterre - Roumanie | 1-0   | Coupe du monde de football de 1970 (Groupe C) |
| 15 octobre 1980   | Bucarest Roumanie  | Roumanie - Angleterre | 2-1   | Qualifications pour la Coupe du monde 1982    |
| 29 avril 1981     | Londres Angleterre | Angleterre - Roumanie | 0-0   | Qualifications pour la Coupe du monde 1982    |
| 1er mai 1985      | Bucarest Roumanie  | Roumanie - Angleterre | 0-0   | Qualifications pour la Coupe du monde 1986    |
| 11 septembre 1985 | Londres Angleterre | Angleterre - Roumanie | 1-1   | Qualifications pour la Coupe du monde 1986    |
| 12 octobre 1994   | Londres Angleterre | Angleterre - Roumanie | 1-1   | Match amical                                  |
| 22 juin 1998      | Toulouse France    | Roumanie - Angleterre | 2-1   | Coupe du monde 1998 (Groupe G)                |
| 20 juin 2000      | Charleroi          | Roumanie - Angleterre | 3-2   | Euro 2000 (Groupe A)                          |

Bilan
- Total de matchs disputés : 11
- Victoires de l'équipe d'Angleterre : 2
- Victoires de l'équipe de Roumanie : 3
- Matchs nuls : 6

### Argentine
Confrontations entre l'équipe d'Argentine de football et l'équipe de Roumanie de football en matchs officiels :
| Date             | Lieu         | Match                | Score | Compétition                               |
| 22 avril 1974    | Buenos Aires | Argentine - Roumanie | 2-1   | Match amical                              |
| 5 avril 1978     | Buenos Aires | Argentine - Roumanie | 2-0   | Match amical                              |
| 12 mai 1982      | Rosario      | Argentine - Roumanie | 1-0   | Match amical                              |
| 18 juin 1990     | Naples       | Argentine - Roumanie | 1-1   | Coupe du monde 1990 (Groupe B)            |
| 3 juillet 1994   | Pasadena     | Roumanie - Argentine | 3-2   | Coupe du monde 1994 (Huitièmes de finale) |
| 21 décembre 1994 | Buenos Aires | Argentine - Roumanie | 1-0   | Match amical                              |
| 19 février 1998  | Mendoza      | Argentine - Roumanie | 2-1   | Match amical                              |
| 5 mars 2014      | Bucarest     | Roumanie - Argentine | 0-0   | Match amical                              |

Bilan
- Total de matchs disputés : 8
- Victoire de l'équipe d'Argentine : 5
- Victoire de l'équipe de Roumanie : 1
- Match nul : 2

### Arménie
Confrontations entre la Roumanie et l'Arménie :
| Date               | Lieu               | Match              | Score | Compétition                                |
| 17 novembre 2004   | Erevan Arménie     | Arménie - Roumanie | 1-1   | Qualifications pour la Coupe du monde 2006 |
| 8 juin 2005        | Constanța Roumanie | Roumanie - Arménie | 3-0   | Qualifications pour la Coupe du monde 2006 |
| 28 février 2006    | Nicosie Chypre     | Roumanie - Arménie | 2-0   | Match amical, Tournoi de Chypre            |
| 8 octobre 2016     | Erevan Arménie     | Arménie - Roumanie | 0-5   | Qualifications pour la Coupe du monde 2018 |
| 1er septembre 2017 | Bucarest Roumanie  | Roumanie - Arménie | 1-0   | Qualifications pour la Coupe du monde 2018 |

Bilan
- Total de matchs disputés : 5
- Victoire de l'Arménie : 0
- Victoire de l'équipe de Roumanie : 4
- Match nul : 1

### Australie
Confrontations entre l'Australie et la Roumanie :
| Date           | Lieu           | Match                | Score | Compétition  |
| 6 février 2013 | Malaga Espagne | Roumanie - Australie | 3-2   | Match amical |

Bilan
- Total de matchs disputés : 1
- Victoires de l'équipe d'Australie : 0
- Victoires de l'équipe de Roumanie : 1
- Match nul : 0

### Autriche
Confrontations entre l'équipe de Roumanie de football et l'équipe d'Autriche de football :
| Date              | Lieu       | Match               | Score | Compétition                                                   |
| 20 mai 1924       | Vienne     | Autriche - Roumanie | 4-1   | Match amical                                                  |
| 1er mai 1968      | Linz       | Autriche - Roumanie | 1-1   | Match amical                                                  |
| 3 septembre 1972  | Craiova    | Roumanie - Autriche | 1-1   | Match amical                                                  |
| 10 septembre 1986 | Bucarest   | Roumanie - Autriche | 4-0   | Éliminatoires du Championnat d'Europe 1988 (Groupe 1)         |
| 18 novembre 1987  | Vienne     | Autriche - Roumanie | 0-0   | Éliminatoires du Championnat d'Europe 1988 (Groupe 1)         |
| 1er avril 2009    | Klagenfurt | Autriche - Roumanie | 2-1   | Éliminatoires de la Coupe du monde 2010 (zone Europe - Gr. 7) |
| 9 septembre 2009  | Bucarest   | Roumanie - Autriche | 1-1   | Éliminatoires de la Coupe du monde 2010 (zone Europe - Gr. 7) |
| 5 juin 2012       | Innsbruck  | Autriche - Roumanie | 0-0   | Match amical                                                  |

Bilan
- Total de matchs disputés : 8
- Victoires de l'équipe d'Autriche : 2
- Matchs nuls : 5
- Victoires de l'équipe de Roumanie : 1
- Total de buts marqués par l'équipe d'Autriche : 9
- Total de buts marqués par l'équipe de Roumanie : 9

### Azerbaïdjan
Confrontations entre l'équipe de Roumanie de football et l'équipe d'Azerbaïdjan :
| Date             | Lieu     | Match                  | Score | Compétition                     |
| 7 septembre 1994 | Bucarest | Roumanie - Azerbaïdjan | 3-0   | Qualifications pour l'Euro 1996 |
| 26 avril 1995    | Trabzon  | Azerbaïdjan - Roumanie | 1-4   | Qualifications pour l'Euro 1996 |
| 31 mars 1999     | Bakou    | Azerbaïdjan - Roumanie | 0-1   | Qualifications pour l'Euro 2000 |
| 9 juin 1999      | Bucarest | Roumanie - Azerbaïdjan | 4-0   | Qualifications pour l'Euro 2000 |

Bilan
- Total de matchs disputés : 4
- Victoires de l'équipe d'Azerbaïdjan : 0
- Matchs nuls : 0
- Victoires de l'équipe de Roumanie : 4
- Total de buts marqués par l'équipe d'Azerbaïdjan : 1
- Total de buts marqués par l'équipe de Roumanie : 12

## B

### Belgique
Confrontations entre l'équipe de Roumanie de football et l'équipe de Belgique :
| Date              | Lieu      | Match               | Score | Compétition                                         |
| ----------------- | --------- | ------------------- | ----- | --------------------------------------------------- |
| 10 juin 1937      | Bucarest  | Roumanie - Belgique | 2-1   | Match amical                                        |
| 28 septembre 1955 | Bucarest  | Roumanie - Belgique | 1-0   | Match amical                                        |
| 26 mai 1957       | Bruxelles | Belgique - Roumanie | 1-0   | Match amical                                        |
| 6 juin 1980       | Bruxelles | Belgique - Roumanie | 2-1   | Match amical                                        |
| 24 mars 1982      | Bruxelles | Belgique - Roumanie | 4-1   | Match amical                                        |
| 26 mai 1990       | Bruxelles | Belgique - Roumanie | 2-2   | Match amical                                        |
| 14 octobre 1992   | Bruxelles | Belgique - Roumanie | 1-0   | Qualifications pour la Coupe du monde 94 (Groupe 4) |
| 13 octobre 1993   | Bucarest  | Roumanie - Belgique | 2-1   | Qualifications pour la Coupe du monde 94 (Groupe 4) |
| 22 avril 1998     | Bruxelles | Belgique - Roumanie | 1-1   | Match amical                                        |
| 28 avril 1999     | Bucarest  | Roumanie - Belgique | 1-0   | Match amical                                        |
| 11 novembre 2011  | Liège     | Belgique - Roumanie | 2-1   | Match amical                                        |
| 14 novembre 2012  | Bucarest  | Roumanie - Belgique | 2-1   | Match amical (non officiel) [1]                     |
| 22 Juin 2024      | Cologne   | Belgique - Roumanie | 2-0   | Euro 2024 (Première Tour)                           |

Bilan
- Total de matchs disputés : 13
- Victoires de la Belgique : 6
- Victoires de la Roumanie : 5
- Match nul : 2
- Buts marqués par la Belgique : 18
- Buts marqués par la Roumanie : 14

1  : Ce match n'a finalement pas été reconnu par la FIFA parce que l’entraîneur roumain avait effectué 8 changements au lieu de 6.

### Biélorussie
Confrontations entre l'équipe de Roumanie de football et l'équipe de Biélorussie :
| Date             | Lieu     | Match                  | Score | Compétition                     |
| ---------------- | -------- | ---------------------- | ----- | ------------------------------- |
| 7 octobre 2006   | Bucarest | Roumanie - Biélorussie | 3-1   | Qualifications pour l'Euro 2008 |
| 8 septembre 2007 | Minsk    | Biélorussie - Roumanie | 1-3   | Qualifications pour l'Euro 2008 |
| 7 septembre 2010 | Minsk    | Biélorussie - Roumanie | 0-0   | Qualifications pour l'Euro 2012 |
| 7 octobre 2011   | Bucarest | Roumanie - Biélorussie | 2-2   | Qualifications pour l'Euro 2012 |

Bilan
- Total de matchs disputés : 4
- Victoires de l'équipe de Biélorussie : 0
- Victoires de l'équipe de Roumanie : 2
- Match nul : 2

### Bolivie
Confrontations entre l'équipe de Roumanie de football et l'équipe de Bolivie :
| Date          | Lieu     | Match              | Score | Compétition  |
| ------------- | -------- | ------------------ | ----- | ------------ |
| 20 avril 1994 | Bucarest | Roumanie - Bolivie | 3-0   | Match amical |

### Bosnie-Herzégovine
Confrontations entre l'équipe de Roumanie de football et l'équipe de Bosnie-Herzégovine :
| Date             | Lieu     | Match                         | Score | Compétition                     |
| ---------------- | -------- | ----------------------------- | ----- | ------------------------------- |
| 7 septembre 2002 | Sarajevo | Bosnie-Herzégovine - Roumanie | 0-3   | Qualifications pour l'Euro 2008 |
| 7 juin 2003      | Craiova  | Roumanie - Bosnie-Herzégovine | 2-0   | Qualifications pour l'Euro 2008 |
| 26 mars 2011     | Zenica   | Bosnie-Herzégovine - Roumanie | 2-1   | Qualifications pour l'Euro 2012 |
| 3 juin 2011      | Bucarest | Roumanie - Bosnie-Herzégovine | 3-0   | Qualifications pour l'Euro 2012 |

Bilan
- Total de matchs disputés : 4
- Victoires de l'équipe de Bosnie-Herzégovine : 1
- Victoires de l'équipe de Roumanie : 3
- Match nul : 0

### Brésil
Confrontations entre le Brésil et la Roumanie :
| Date          | Lieu                | Match             | Score | Compétition                    |
| 10 juin 1970  | Guadalajara Mexique | Brésil - Roumanie | 3-2   | Coupe du monde 1970 (Groupe C) |
| 17 avril 1974 | São Paulo Brésil    | Brésil - Roumanie | 2-0   | Match amical                   |
| 7 juin 2011   | São Paulo Brésil    | Brésil - Roumanie | 1-0   | Match amical                   |

Bilan
- Total de matchs disputés : 3
- Victoires de l'équipe du Brésil : 3
- Victoires de l'équipe de Roumanie : 0
- Match nul : 0

### Bulgarie
Confrontations entre le Bulgarie et la Roumanie :
| Date              | Lieu                                             | Match               | Score | Compétition                                |
| 31 mai 1925       | Sofia Bulgarie                                   | Bulgarie - Roumanie | 2-4   | Match amical                               |
| 25 avril 1926     | Bucarest Roumanie                                | Roumanie - Bulgarie | 6-1   | Match amical                               |
| 21 avril 1929     | Bucarest Roumanie                                | Roumanie - Bulgarie | 3-0   | Match amical                               |
| 15 septembre 1929 | Sofia Bulgarie                                   | Bulgarie - Roumanie | 2-3   | Match amical                               |
| 12 octobre 1930   | Sofia Bulgarie                                   | Bulgarie - Roumanie | 5-3   | Coupe des Balkans des nations              |
| 15 mai 1931       | Bucarest Roumanie                                | Roumanie - Bulgarie | 5-2   | Coupe des Balkans des nations              |
| 26 juin 1932      | Belgrade Royaume de Yougoslavie                  | Bulgarie - Roumanie | 2-0   | Coupe des Balkans des nations              |
| 4 juin 1933       | Bucarest Roumanie                                | Roumanie - Bulgarie | 7-0   | Coupe des Balkans des nations              |
| 30 décembre 1934  | Athènes Grèce                                    | Bulgarie - Roumanie | 2-3   | Coupe des Balkans des nations              |
| 19 juin 1936      | Sofia Bulgarie                                   | Bulgarie - Roumanie | 4-0   | Coupe des Balkans des nations              |
| 24 mai 1936       | Bucarest Roumanie                                | Roumanie - Bulgarie | 4-1   | Coupe des Balkans des nations              |
| 8 octobre 1946    | Tirana République populaire socialiste d'Albanie | Bulgarie - Roumanie | 2-2   | Coupe des Balkans des nations              |
| 6 juillet 1947    | Sofia Bulgarie                                   | Bulgarie - Roumanie | 2-3   | Coupe des Balkans des nations              |
| 20 juin 1948      | Bucarest Roumanie                                | Roumanie - Bulgarie | 3-2   | Coupe des Balkans des nations              |
| 28 juin 1953      | Bucarest Roumanie                                | Roumanie - Bulgarie | 3-1   | Qualifications pour la Coupe du monde 1954 |
| 11 octobre 1953   | Sofia Bulgarie                                   | Bulgarie - Roumanie | 1-2   | Qualifications pour la Coupe du monde 1954 |
| 9 octobre 1955    | Bucarest Roumanie                                | Roumanie - Bulgarie | 1-1   | Match amical                               |
| 10 septembre 1956 | Sofia Bulgarie                                   | Bulgarie - Roumanie | 2-0   | Match amical                               |
| 8 novembre 1959   | Bucarest Roumanie                                | Roumanie - Bulgarie | 1-0   | Match amical                               |
| 1er mai 1960      | Sofia Bulgarie                                   | Bulgarie - Roumanie | 2-1   | Match amical                               |
| 3 mai 1964        | Bucarest Roumanie                                | Roumanie - Bulgarie | 2-1   | Match amical                               |
| 31 mai 1964       | Sofia Bulgarie                                   | Bulgarie - Roumanie | 0-1   | Match amical                               |
| 25 septembre 1974 | Sofia Bulgarie                                   | Bulgarie - Roumanie | 0-0   | Match amical                               |
| 12 mai 1976       | Veliko Tarnovo Bulgarie                          | Bulgarie - Roumanie | 1-0   | Coupe des Balkans des nations              |
| 28 novembre 1976  | Bucarest Roumanie                                | Roumanie - Bulgarie | 3-2   | Coupe des Balkans des nations              |
| 5 mai 1978        | Bucarest Roumanie                                | Roumanie - Bulgarie | 2-0   | Coupe des Balkans des nations              |
| 31 mai 1978       | Sofia Bulgarie                                   | Bulgarie - Roumanie | 1-1   | Coupe des Balkans des nations              |
| 10 septembre 1980 | Varna Bulgarie                                   | Bulgarie - Roumanie | 1-2   | Match amical                               |
| 9 septembre 1981  | Bucarest Roumanie                                | Roumanie - Bulgarie | 1-2   | Match amical                               |
| 14 avril 1982     | Roussé Bulgarie                                  | Bulgarie - Roumanie | 1-2   | Match amical                               |
| 19 octobre 1988   | Sofia Bulgarie                                   | Bulgarie - Roumanie | 1-3   | Qualifications pour la Coupe du monde 1990 |
| 17 mai 1989       | Bucarest Roumanie                                | Roumanie - Bulgarie | 1-0   | Qualifications pour la Coupe du monde 1990 |
| 17 octobre 1990   | Bucarest Roumanie                                | Roumanie - Bulgarie | 0-3   | Qualifications pour l'Euro 1992            |
| 20 novembre 1991  | Sofia Bulgarie                                   | Bulgarie - Roumanie | 1-1   | Qualifications pour l'Euro 1992            |
| 13 juin 1996      | Newcastle Angleterre                             | Bulgarie - Roumanie | 1-0   | Euro 1996                                  |
| 2 septembre 2006  | Constanţa Roumanie                               | Roumanie - Bulgarie | 2-2   | Qualifications pour l'Euro 2008            |
| 17 novembre 2007  | Sofia Bulgarie                                   | Bulgarie - Roumanie | 1-0   | Qualifications pour l'Euro 2008            |

Bilan
- Total de matchs disputés : 37
- Victoires de l'équipe de Bulgarie : 10
- Victoires de l'équipe de Roumanie : 21
- Match nul : 6

## C

### Cameroun
Confrontations entre l'équipe de Roumanie de football et l'équipe du Cameroun :
| Date         | Lieu | Match               | Score | Compétition                    |
| ------------ | ---- | ------------------- | ----- | ------------------------------ |
| 14 juin 1990 | Bari | Cameroun - Roumanie | 2-1   | Coupe du monde 1990 (Groupe B) |

### Chili
Confrontations entre l'équipe de Roumanie de football et l'équipe du Chili :
| Date         | Lieu                 | Match            | Score | Compétition  |
| 18 mai 1982  | Ñuñoa Chili          | Chili - Roumanie | 2-3   | Match amical |
| 13 juin 2017 | Cluj-Napoca Roumanie | Roumanie - Chili | 3-2   | Match amical |
| 31 mai 2018  | Graz Autriche        | Chili - Roumanie | 2-3   | Match amical |

Bilan
- Total de matchs disputés : 3
- Victoires de l'équipe du Chili : 0
- Victoires de l'équipe de Roumanie : 3
- Matchs nuls : 0

### Chine
Confrontations entre l'équipe de Roumanie de football et l'équipe de Chine :
| Date            | Lieu           | Match            | Score | Compétition  |
| 29 juillet 1984 | Iași Roumanie  | Roumanie - Chine | 4-2   | Match amical |
| 31 juillet 1984 | Buzău Roumanie | Roumanie - Chili | 1-0   | Match amical |

Bilan
- Total de matchs disputés : 2
- Victoires de l'équipe de Chine : 0
- Victoires de l'équipe de Roumanie : 2
- Matchs nuls : 0

### Chypre
Confrontations entre l'équipe de Roumanie de football et l'équipe de Chypre :
| Date             | Lieu               | Match              | Score    | Compétition                                |
| 3 décembre 1966  | Nicosie Chypre     | Chypre - Roumanie  | 1-5      | Qualifications pour l'Euro 1968            |
| 23 avril 1967    | Bucarest Roumanie  | Roumanie - Chypre  | 7-0      | Qualifications pour l'Euro 1968            |
| 13 mai 1979      | Limassol Chypre    | Chypre - Roumanie  | 1-1      | Qualifications pour l'Euro 1980            |
| 11 novembre 1979 | Bucarest Roumanie  | Roumanie - Chypre  | 2-0      | Qualifications pour l'Euro 1980            |
| 1er mai 1982     | Hunedoara Roumanie | Roumanie - Chypre  | 3-1      | Qualifications pour l'Euro 1984            |
| 12 novembre 1983 | Limassol Chypre    | Chypre - Roumanie  | 0-1      | Qualifications pour l'Euro 1984            |
| 29 novembre 1992 | Larnaca Chypre     | Chypre - Roumanie  | 1-4      | Qualifications pour la Coupe du monde 1994 |
| 14 avril 1993    | Bucarest Roumanie  | Roumanie - Chypre  | 2-1      | Qualifications pour la Coupe du monde 1994 |
| 18 août 1999     | Limassol Chypre    | Chypre - Roumanie  | 2-2      | Match amical                               |
| 6 février 2000   | Strovolos Chypre   | Chypre - Roumanie  | 3-2      | Match amical                               |
| 26 avril 2000    | Constanţa Roumanie | Roumanie - Chypre  | 2-0      | Match amical                               |
| 16 août 2006     | Constanţa Roumanie | Roumanie - Chypre  | 2-0      | Match amical                               |
| 9 février 2011   | Paralimni Chypre   | Chypre - Roumanie  | 1-1(4-5) | Match amical                               |
| 12 Octobre 2024  | Limassol Chypre    | Chypre vs Roumanie |          | LIGUE DES NATIONS 24/̈25                    |
| 18 Novembre 2024 | Constanţa Roumanie | Roumanie - Chypre  |          | LIGUE DES NATIONS 24/̈25                    |

Bilan
- Total de matchs disputés : 13
- Victoires de l'équipe de Chypre : 1
- Victoires de l'équipe de Roumanie : 9
- Matchs nuls : 3

### Colombie
Confrontations entre l'équipe de Roumanie de football et l'équipe de Colombie :
| Date         | Lieu        | Match               | Score | Compétition                    |
| 18 juin 1994 | Los Angeles | Colombie - Roumanie | 1-3   | Coupe du monde 1994 (Groupe A) |
| 15 juin 1998 | Lyon        | Roumanie - Colombie | 1-0   | Coupe du monde 1998 (Groupe G) |
| 27 mai 2006  | Chicago     | Roumanie - Colombie | 0-0   | Match amical                   |

Bilan
- Total de matchs disputés : 3
- Victoires de l'équipe de Colombie : 0
- Victoires de l'équipe de Roumanie : 2
- Matchs nuls : 1

### Congo
Confrontations entre l'équipe de Roumanie de football et l'équipe de république démocratique du Congo, :
| Date             | Lieu                                  | Match                     | Score | Compétition  |
| 24 décembre 1967 | Kinshasa République du Congo-Kinshasa | Congo-Kinshasa - Roumanie | 1-1   | Match amical |
| 25 mai 2016      | Côme Italie                           | RD Congo - Roumanie       | 1-1   | Match amical |

Bilan
- Total de matchs disputés : 2
- Victoires de l'équipe de république démocratique du Congo : 0
- Victoires de l'équipe de Roumanie : 0
- Matchs nuls : 2

### Côte d'Ivoire
Confrontations entre l'équipe de Roumanie de football et l'équipe de Côte d'Ivoire :
| Date             | Lieu           | Match                    | Score | Compétition  |
| ---------------- | -------------- | ------------------------ | ----- | ------------ |
| 12 novembre 2005 | Le Mans France | Roumanie - Côte d'Ivoire | 1-2   | Match amical |

### Croatie
Confrontations entre l'équipe de Roumanie de football et l'équipe de Croatie :
| Date             | Lieu               | Match              | Score | Compétition                              |
| 11 octobre 1942  | Bucarest Roumanie  | Roumanie - Croatie | 2-2   | Match amical                             |
| 30 juin 1998     | Bordeaux France    | Croatie - Roumanie | 1-0   | Coupe du monde 1998 (Huitième de finale) |
| 20 novembre 2002 | Timişoara Roumanie | Roumanie - Croatie | 0-1   | Match amical                             |
| 11 février 2009  | Bucarest Roumanie  | Roumanie - Croatie | 1-2   | Match amical                             |

Bilan
- Total de matchs disputés : 4
- Victoires de l'équipe de Croatie : 3
- Victoires de l'équipe de Roumanie : 0
- Matchs nuls : 1

### Cuba
Confrontations entre Cuba et la Roumanie :
| Date        | Lieu            | Match           | Score    | Compétition                                     |
| 5 juin 1938 | Toulouse France | Cuba - Roumanie | 3-3 a.p. | Coupe du monde 1938 (Huitième de finale)        |
| 9 juin 1938 | Toulouse France | Cuba - Roumanie | 2-1      | Coupe du monde 1938 (Huitième de finale rejoué) |

Bilan
- Total de matchs disputés : 2
- Victoires de l'équipe de Cuba : 1
- Victoires de l'équipe de Roumanie : 0
- Match nul : 1

## E

### Émirats arabes unis

#### Confrontations
Confrontations entre les Émirats arabes unis et la Roumanie :
|   | Date              | Lieu     | Match                          | Score | Compétition  |
| - | ----------------- | -------- | ------------------------------ | ----- | ------------ |
| 1 | 18 septembre 1996 | Bucarest | Roumanie - Émirats arabes unis | 1-2   | Match amical |

#### Bilan
Au 12 avril 2019 :
- Total de matchs disputés : 1
- Victoires des Émirats arabes unis : 1
- Matchs nuls : 0
- Victoires de la Roumanie : 0
- Total de buts marqués par les Émirats arabes unis : 2
- Total de buts marqués par la Roumanie : 1

## F

### France
Confrontations entre l'équipe de France de football et l'équipe de Roumanie de football
| Date             | Lieu                 | Match             | Score | Compétition                                |
| 12 juin 1932     | Bucarest Roumanie    | Roumanie - France | 6-3   | amical                                     |
| 22 mars 1967     | Paris France         | France - Roumanie | 1-2   | amical                                     |
| 30 avril 1969    | Paris France         | France - Roumanie | 1-0   | amical                                     |
| 28 avril 1970    | Reims France         | France - Roumanie | 2-0   | amical                                     |
| 8 avril 1972     | Bucarest Roumanie    | Roumanie - France | 2-0   | amical                                     |
| 23 mars 1974     | Paris France         | France - Roumanie | 1-0   | amical                                     |
| 8 octobre 1994   | Saint-Étienne France | France - Roumanie | 0-0   | Qualifications pour l'Euro 1996            |
| 11 octobre 1995  | Bucarest Roumanie    | Roumanie - France | 1-3   | Qualifications pour l'Euro 1996            |
| 10 juin 1996     | Newcastle Angleterre | France - Roumanie | 1-0   | Euro 1996                                  |
| 13 février 2002  | Paris France         | France - Roumanie | 2-1   | amical                                     |
| 9 juin 2008      | Zurich Suisse        | Roumanie - France | 0-0   | Euro 2008                                  |
| 11 octobre 2008  | Constanța Roumanie   | Roumanie - France | 2-2   | Qualifications pour la Coupe du monde 2010 |
| 5 septembre 2009 | Saint-Denis France   | France - Roumanie | 1-1   | Qualifications pour la Coupe du monde 2010 |
| 9 octobre 2010   | Saint-Denis France   | France - Roumanie | 2-0   | Qualifications pour l'Euro 2012            |
| 6 septembre 2011 | Bucarest Roumanie    | Roumanie - France | 0-0   | Qualifications pour l'Euro 2012            |
| 10 juin 2016     | Saint-Denis France   | France - Roumanie | 2-1   | Euro 2016                                  |

Bilan
En 16 confrontations, l'équipe de France a remporté 8 victoires contre 3 pour l'équipe de Roumanie.
| Rang | Équipe   | Pts | J  | G | N | P | Bp | Bc | Diff |
| ---- | -------- | --- | -- | - | - | - | -- | -- | ---- |
| 1    | France   | 29  | 16 | 8 | 5 | 3 | 21 | 16 | +5   |
| 2    | Roumanie | 14  | 16 | 3 | 5 | 8 | 16 | 21 | -5   |

### Féroé
| Date              | Lieu                                  | Match                 | Score | Compétition                                |
| 6 mai 1992        | Bucarest Roumanie                     | Roumanie - Îles Féroé | 7 - 0 | Qualifications pour la Coupe du monde 1994 |
| 8 septembre 1993  | Toftir Îles Féroé                     | Îles Féroé - Roumanie | 0 - 4 | Qualifications pour la Coupe du monde 1994 |
| 10 septembre 2008 | Torshavn Îles Féroé                   | Îles Féroé - Roumanie | 0 - 1 | Qualifications pour la Coupe du monde 2010 |
| 14 octobre 2009   | Stade Ceahlăul, Piatra Neamț Roumanie | Roumanie - Îles Féroé | 3 - 1 | Qualifications pour la Coupe du monde 2010 |

Bilan
- Total de matchs disputés : 4
- Victoires de l'équipe des Îles Féroé : 0
- Victoires de l'équipe de Roumanie : 4
- Match nul : 0

## I

### Israël
Confrontations entre l'Israël et la Roumanie
| Date           | Lieu               | Match             | Score | Compétition  |
| 18 mars 1998   | Bucarest Roumanie  | Roumanie - Israël | 0-1   | Match amical |
| 10 mars 1999   | Bucarest Roumanie  | Roumanie - Israël | 0-2   | Match amical |
| 6 février 2008 | Ramat Gan Israël   | Israël - Roumanie | 1-0   | Match amical |
| 3 mars 2010    | Timișoara Roumanie | Roumanie - Israël | 0-2   | Match amical |
| 24 mars 2018   | Netanya Israël     | Israël - Roumanie | 1-2   | Match amical |

Bilan
- Total de matchs disputés : 5
- Victories de l'Équipe d' Israël : 3
- Victories de l'équipe de Roumanie : 2
- Match nul : 0

### Italie
Confrontations entre l'Italie et la Roumanie :
| Date             | Lieu                | Match             | Score | Compétition                                |
| 11 juin 1939     | Roumanie            | Roumanie - Italie | 0-1   | Match amical                               |
| 14 avril 1940    | Italie              | Italie - Roumanie | 2-1   | Match amical                               |
| 26 novembre 1966 | Naples Italie       | Italie - Roumanie | 3-1   | Qualifications pour l'Euro 1968            |
| 25 juin 1967     | Bucarest Roumanie   | Roumanie - Italie | 0-1   | Qualifications pour l'Euro 1968            |
| 17 juin 1972     | Roumanie            | Roumanie - Italie | 3-3   | Match amical                               |
| 5 juin 1976      | Italie              | Italie - Roumanie | 4-2   | Match amical                               |
| 16 février 1980  | Italie              | Italie - Roumanie | 2-1   | Match amical                               |
| 4 décembre 1982  | Italie              | Italie - Roumanie | 0-0   | Qualifications pour l'Euro 1984            |
| 16 avril 1983    | Roumanie            | Roumanie - Italie | 1-0   | Qualifications pour l'Euro 1984            |
| 29 mars 1989     | Roumanie            | Roumanie - Italie | 1-0   | Match amical                               |
| 24 juin 2000     | Bruxelles Belgique  | Italie - Roumanie | 2-0   | Euro 2000                                  |
| 7 octobre 2000   | Milan Italie        | Italie - Roumanie | 3-0   | Qualifications pour la Coupe du monde 2002 |
| 24 mars 2001     | Bucarest Roumanie   | Roumanie - Italie | 0-2   | Qualifications pour la Coupe du monde 2002 |
| 16 novembre 2003 | Italie              | Italie - Roumanie | 1-0   | Match amical                               |
| 13 juin 2008     | Zurich Suisse       | Italie - Roumanie | 1-1   | Euro 2008                                  |
| 17 novembre 2010 | Klagenfurt Autriche | Italie - Roumanie | 1-1   | Match amical                               |
| 17 novembre 2015 | Bologne Italie      | Italie - Roumanie | 2-2   | Match amical                               |

Bilan
- Total de matchs disputés : 17
- Victoires de l'équipe d'Italie : 10 (58,82 %)
- Victoires de l'équipe de Roumanie : 2 (11,76 %)
- Matchs nuls : 5 (29,41 %)

Note
Un match amical aurait dû avoir lieu entre les deux équipes nationales à Sienne le 7 février 2007, mais il a été annulé. Le 2 février, un policier italien avait été tué par un pétard au stade de Catane lors d'une rencontre de la Série A.

## J

### Japon
Confrontations entre la Roumanie et le Japon :
| Date            | Lieu      | Match            | Score | Compétition  |
| 23 juillet 1974 | Constanța | Roumanie - Japon | 4-1   | Match amical |
| 15 juillet 1976 | Suceava   | Roumanie - Japon | 4-0   | Match amical |
| 18 juillet 1982 | Bucarest  | Roumanie - Japon | 3-1   | Match amical |
| 11 octobre 2003 | Bucarest  | Roumanie - Japon | 1-1   | Match amical |

Bilan
Total de matchs disputés : 4
- Victoires de l'équipe de Roumanie : 3
- Match nul : 1
- Victoire de l'équipe du

## K

### Kosovo
| Date              | Lieu                 | Match             | Score | Compétition             |
| ----------------- | -------------------- | ----------------- | ----- | ----------------------- |
| 16 Juin 2023      | Pristina Kosovo      | Kosovo - Roumanie | 0-0   | Euro 2024 Qualification |
| 12 Septembre 2023 | Bucarest Roumanie    | Roumanie - Kosovo | 2-̈0   | Euro 2024 Qualification |
| 6 Septembre 2024  | Pristina Kosovo      | Kosovo - Roumanie |       | LIGUE DES NATIONS 24/25 |
| 15 Novembre 2024  | Cluj-Napoca Roumanie | Roumanie - Kosovo |       | LIGUE DES NATIONS 24/25 |

## L

### Lituanie
| Date             | Lieu              | Match               | Score | Compétition             |
| ---------------- | ----------------- | ------------------- | ----- | ----------------------- |
| 5 Septembre 2008 | Bucarest Roumanie | Roumanie - Lituanie | 0-3   | FIFA 2010 Qualification |
| 5 Juin 2009      | Vilnius Lituanie  | Lituanie - Roumanie | 0-1   | FIFA 2010 Qualification |
| 11 Octobre 2018  | Vilnius Lituanie  | Lituanie - Roumanie | 1-2   | LIGUE DES NATIONS 18/19 |
| 17 Novembre 2018 | Ploiești Roumanie | Roumanie - Lituanie | 3-0   | LIGUE DES NATIONS 18/19 |
| 9 Septembre 2024 | Bucarest Roumanie | Roumanie - Lituanie |       | LIGUE DES NATIONS 24/25 |
| 15 Octobre 2024  | Vilnius Lituanie  | Lituanie - Roumanie |       | LIGUE DES NATIONS 24/25 |

### Monténégro
Confrontations entre le Monténégro et la Roumanie :
| Date             | Lieu                 | Match                 | Score | Compétition                                  |
| 31 mai 2008      | Bucarest Roumanie    | Roumanie - Monténégro | 4-0   | Match amical                                 |
| 4 septembre 2016 | Cluj-Napoca Roumanie | Roumanie - Monténégro | 1-1   | Qualifications pour la Coupe du monde 2018   |
| 4 septembre 2017 | Podgorica Monténégro | Monténégro - Roumanie | 1-0   | Qualifications pour la Coupe du monde 2018   |
| 7 septembre 2018 | Ploiești Roumanie    | Roumanie - Monténégro |       | Ligue des nations 2018-19 (Ligue C-Groupe 4) |
| 20 novembre 2018 | Podgorica Monténégro | Monténégro - Roumanie |       | Ligue des nations 2018-19 (Ligue C-Groupe 4) |

Bilan
- Total de matchs disputés : 3
- Victoires de l'équipe du Monténégro : 1
- Victoires de l'équipe de Roumanie : 1
- Match nul : 1

## P

### Pays-Bas
| Date            | Lieu               | Match                | Score | Compétition                                   |
| 27 mai 1924     | Colombes France    | Pays-Bas - Roumanie  | 6-0   | Jeux olympiques de 1924                       |
| 5 juin 1968     | Bucarest Roumanie  | Roumanie - Pays-Bas  | 0-0   | Match amical                                  |
| 2 décembre 1970 | Amsterdam Pays-Bas | Pays-Bas - Roumanie  | 2-0   | Match amical                                  |
| 5 juin 1974     | Rotterdam Pays-Bas | Pays-Bas - Roumanie  | 0-0   | Match amical                                  |
| 1er juin 1988   | Amsterdam Pays-Bas | Pays-Bas - Roumanie  | 2-0   | Match amical                                  |
| 27 mai 2000     | Amsterdam Pays-Bas | Pays-Bas - Roumanie  | 2-1   | Match amical                                  |
| 26 mars 2005    | Bucarest Roumanie  | Roumanie - Pays-Bas  | 0-2   | Qualification pour la Coupe du monde 2006     |
| 4 juin 2005     | Rotterdam Pays-Bas | Pays-Bas - Roumanie  | 2-0   | Qualification pour la Coupe du monde 2006     |
| 24 mars 2007    | Rotterdam Pays-Bas | Pays-Bas - Roumanie  | 0-0   | Qualification pour l'Euro 2008                |
| 13 octobre 2007 | Constanța Roumanie | Roumanie - Pays-Bas  | 1-0   | Qualification pour l'Euro 2008                |
| 17 juin 2008    | Berne Suisse       | Pays-Bas - Roumanie  | 2-0   | Euro 2008 (1er tour)                          |
| 16 octobre 2012 | Roumanie           | Roumanie - Pays-Bas  | 1-4   | Qualification pour la Coupe du monde 2014     |
| 26 mars 2013    | Pays-Bas           | Pays-Bas - Roumanie  | 4-0   | Qualification pour la Coupe du monde 2014     |
| 2 Juillet 2024  | Allemagne          | Roumanie vs Pays-Bas | 0-3   | Championnat d'Europe de football 2024 ( 1/16) |

Bilan
- Total de matchs disputés : 14
- Victoires de l'équipe des Pays-Bas :10
- Victoires de l'équipe de Roumanie : 1
- Matchs nuls : 3

### Pérou
Confrontations entre le Pérou et la Roumanie :
| Date            | Lieu              | Match            | Score | Compétition                    |
| 14 juillet 1930 | Montevideo        | Roumanie - Pérou | 3-1   | Coupe du monde 1930 (Groupe C) |
| 9 février 1970  | Lima Pérou        | Pérou - Roumanie | 1-1   | Match amical                   |
| 23 février 1972 | Bucarest Roumanie | Roumanie - Pérou | 2-2   | Match amical                   |
| 16 mai 1982     | Lima Pérou        | Pérou - Roumanie | 2-0   | Match amical                   |
| 3 février 1993  | Lima Pérou        | Pérou - Roumanie | 0-2   | Match amical                   |

Bilan
- Total de matchs disputés : 5
- Victoires de l'équipe du Pérou : 1
- Victoires de l'équipe de Roumanie : 2
- Matchs nuls : 2

### Portugal
Confrontations entre le Portugal et la Roumanie :
| Date             | Lieu              | Match               | Score | Compétition                                |
| 13 juin 1965     | Lisbonne Portugal | Portugal - Roumanie | 2-1   | Qualifications pour la Coupe du monde 1966 |
| 21 novembre 1965 | Bucarest Roumanie | Roumanie - Portugal | 2-0   | Qualifications pour la Coupe du monde 1966 |
| 3 juillet 1966   | Porto Portugal    | Portugal - Roumanie | 1-0   | Match amical                               |
| 27 octobre 1968  | Lisbonne Portugal | Portugal - Roumanie | 3-0   | Qualifications pour la Coupe du monde 1970 |
| 12 octobre 1969  | Bucarest Roumanie | Roumanie - Portugal | 1-0   | Qualifications pour la Coupe du monde 1970 |
| 20 juin 1984     | Nantes France     | Portugal - Roumanie | 1-0   | Euro 1984                                  |
| 30 janvier 1985  | Lisbonne Portugal | Portugal - Roumanie | 2-3   | Match amical                               |
| 31 août 1989     | Setúbal Portugal  | Portugal - Roumanie | 0-0   | Match amical                               |
| 10 octobre 1998  | Porto Portugal    | Portugal - Roumanie | 0-1   | Qualifications pour l'Euro 2000            |
| 8 septembre 1999 | Bucarest Roumanie | Roumanie - Portugal | 1-1   | Qualifications pour l'Euro 2000            |
| 17 juin 2000     | Arnhem Pays-Bas   | Roumanie - Portugal | 0-1   | Euro 2000                                  |

Bilan
- Total de matchs disputés : 11
- Victoires de l'équipe du Portugal : 5
- Victoires de l'équipe de Roumanie : 4
- Matchs nuls : 2

## R

### Russie
Confrontations entre l'équipe de Roumanie de football et les équipes d'URSS et de Russie de football :
| Date             | Lieu             | Match           | Score | Compétition                                     |
| 24 juin 1952     | Union soviétique | URSS - Roumanie | 3-1   | Amical                                          |
| 1er juin 1957    | Union soviétique | URSS - Roumanie | 1-1   | Amical                                          |
| 19 juillet 1959  | Union soviétique | URSS - Roumanie | 2-0   | Qualifications pour les Jeux Olympiques de 1960 |
| 2 août 1959      | Roumanie         | Roumanie - URSS | 0-0   | Qualifications pour les Jeux Olympiques de 1960 |
| 18 avril 1973    | Union soviétique | URSS - Roumanie | 2-0   | Amical                                          |
| 29 novembre 1975 | Roumanie         | Roumanie - URSS | 2-2   | Amical                                          |
| 14 mai 1978      | Roumanie         | Roumanie - URSS | 0-1   | Amical                                          |
| 14 octobre 1979  | Union soviétique | URSS - Roumanie | 3-1   | Amical                                          |
| 7 août 1985      | Union soviétique | URSS - Roumanie | 2-0   | Amical                                          |
| 23 avril 1986    | Roumanie         | Roumanie - URSS | 2-1   | Amical                                          |
| 9 juin 1990      | Italie           | Roumanie - URSS | 2-0   | Coupe du monde 1990                             |
| 29 août 1990     | Union soviétique | URSS - Roumanie | 1-2   | Amical                                          |

| Date             | Lieu              | Match             | Score | Compétition    |
| 13 février 2003  | Chypre            | Russie - Roumanie | 4-2   | Tournoi amical |
| 26 mars 2008     | Bucarest Roumanie | Roumanie - Russie | 3-0   | Match amical   |
| 15 novembre 2016 | Grozny Russie     | Russie - Roumanie | 1-0   | Match amical   |

Bilan
- Total de matchs disputés : 15
- Victoires de l'équipe de Roumanie : 4
- Victoires des équipes d'URSS et de Russie : 8
- Matchs nuls : 3

Source
- (en) Russia matches, ratings and points exchanged

## S

### Slovaquie
Confrontations entre l'équipe de Roumanie de football et l'équipe de Slovaquie de football.
| Date             | Lieu                            | Match                | Score | Compétition                                |
| 14 octobre 1941  | Bucarest Royaume de Roumanie    | Roumanie - Slovaquie | 3-2   | Amical                                     |
| 23 août 1942     | Bratislava République slovaque  | Slovaquie - Roumanie | 1-0   | Amical                                     |
| 13 juin 1943     | Bucarest Royaume de Roumanie    | Roumanie - Slovaquie | 2-2   | Amical                                     |
| 12 novembre 1994 | Bucarest Roumanie               | Roumanie - Slovaquie | 3-2   | Qualifications pour l'Euro 1996 (Groupe 1) |
| 12 novembre 1995 | Košice Slovaquie                | Slovaquie - Roumanie | 0-2   | Qualifications pour l'Euro 1996 (Groupe 1) |
| 12 novembre 1999 | Bucarest Roumanie               | Roumanie - Slovaquie | 0-0   | Qualifications pour l'Euro 2000 (Groupe 7) |
| 12 novembre 1999 | Bratislava Slovaquie            | Slovaquie - Roumanie | 1-5   | Qualifications pour l'Euro 2000 (Groupe 7) |
| 25 avril 2001    | Ploiești Roumanie               | Roumanie - Slovaquie | 0-0   | Amical                                     |
| 12 février 2003  | Larnaca Chypre                  | Roumanie - Slovaquie | 2-1   | Tournoi Amical                             |
| 9 février 2005   | Larnaca Chypre                  | Roumanie - Slovaquie | 2-2   | Amical                                     |
| 26 Juin 2024     | Francfort-sur-le-Main Allemagne | Slovaquie - Roumanie | 1-1   | Euro 2024 (Groupe E)                       |

Bilan
- Total de matchs disputés : 11
- Victoires de l'équipe de Roumanie : 5
- Victoires de l'équipe de Slovaquie : 1
- Matchs nuls : 5

Sources
- (sk) Reprezentácia - Slovenský futbalový zväz : Matchs de l'équipe de Slovaquie de football sur le site de la Fédération slovaque de football

### Suède
| Date               | Lieu                          | Match            | Score | Compétition                               |
| 1er septembre 1935 | Stockholm, Suède              | Suède - Roumanie | 7-1   | Match amical                              |
| 27 juin 1937       | Bucarest, Royaume de Roumanie | Roumanie - Suède | 2-2   | Match amical                              |
| 15 juin 1955       | Göteborg, Suède               | Suède - Roumanie | 4-1   | Match amical                              |
| 17 juin 1956       | Bucarest, RS de Roumanie      | Roumanie - Suède | 0-2   | Match amical                              |
| 8 septembre 1982   | Bucarest, RS de Roumanie      | Roumanie - Suède | 2-0   | Qualification pour l'Euro 1984 (Groupe 5) |
| 9 juin 1983        | Solna, Suède                  | Suède - Roumanie | 0-1   | Qualification pour l'Euro 1984 (Groupe 5) |
| 12 juin 1994       | Mission Viejo, États-Unis     | Roumanie - Suède | 1-1   | Match amical                              |
| 10 juillet 1994    | Bucarest, États-Unis          | Roumanie - Suède | 2-2   | Coupe du monde 1994 (Quart de finale)     |
| 27 mars 2018       | Craiova, Roumanie             | Roumanie - Suède | 1 - 0 | Match amical                              |

Bilan
- Total de matchs disputés : 9
- Victoires de l'équipe de Suède : 3
- Matchs nuls : 3
- Victoires de l'équipe de Roumanie : 3
- Total de buts marqués par l'équipe de Suède : 18
- Total de buts marqués par l'équipe de Roumanie : 11

### Suisse
Confrontations entre la Suisse et la Roumanie :
| Date             | Lieu               | Match             | Score | Compétition                                            |
| 29 octobre 1933  | Berne Suisse       | Suisse - Roumanie | 2-0*  | Qualifications pour la Coupe du monde de football 1934 |
| 2 novembre 1966  | Bucarest Roumanie  | Roumanie - Suisse | 4-2   | Qualifications pour l'Euro 1968                        |
| 24 mai 1967      | Zurich Suisse      | Suisse - Roumanie | 7-1   | Qualifications pour l'Euro 1968                        |
| 23 novembre 1968 | Bucarest Roumanie  | Roumanie - Suisse | 2-0   | Qualifications pour la Coupe du monde de football 1970 |
| 14 mai 1969      | Lausanne Suisse    | Suisse - Roumanie | 0-1   | Qualifications pour la Coupe du monde 1970             |
| 10 octobre 1981  | Bucarest Roumanie  | Roumanie - Suisse | 1-2   | Qualifications pour la Coupe du monde 1982             |
| 11 novembre 1981 | Berne Suisse       | Suisse - Roumanie | 0-0   | Qualifications pour la Coupe du monde de football 1982 |
| 3 avril 1990     | Lucerne Suisse     | Suisse - Roumanie | 2-1   | Match amical                                           |
| 3 avril 1991     | Neuchâtel Suisse   | Suisse - Roumanie | 0-0   | Qualifications pour l'Euro 1992                        |
| 13 novembre 1991 | Bucarest Roumanie  | Roumanie - Suisse | 1-0   | Qualifications pour l'Euro 1992                        |
| 22 juin 1994     | Détroit États-Unis | Suisse - Roumanie | 4-1   | Coupe du monde 1994 (1er tour)                         |
| 30 mai 2012      | Lucerne Suisse     | Suisse - Roumanie | 0-1   | Match amical                                           |
| 15 juin 2016     | Paris France       | Roumanie - Suisse | 1-1   | Euro 2016 (groupe A)                                   |

- Ce match qui fut un match nul à l'origine (2-2), fut remporté sur tapis vert par la Suisse, car la Roumanie aligna un joueur non sélectionnable et la FIFA sanctionna par une victoire suisse sur tapis vert.

Bilan
- Total de matchs disputés : 13
- Victoires de l'équipe de Suisse : 4
- Victoires de l'équipe de Roumanie : 5
- Matchs nuls : 4

## T

### Tchécoslovaquie
Confrontations entre l'équipe de Roumanie de football et l'équipe de Tchécoslovaquie de football en matchs officiels :
| Date        | Lieu        | Match                      | Score | Compétition                      |
| 27 mai 1934 | Trieste     | Tchécoslovaquie - Roumanie | 2-1   | Coupe du monde 1934 (1/8 finale) |
| 6 juin 1970 | Guadalajara | Roumanie - Tchécoslovaquie | 1-0   | Coupe du monde 1970 (Groupe C)   |

Bilan partiel
- Total de matchs disputés : 2
- Victoires de l'équipe de Roumanie : 1
- Matchs nuls : 0
- Victoires de l'équipe de Tchécoslovaquie : 1
- Total de buts marqués par l'équipe de Roumanie : 2
- Total de buts marqués par  l'équipe de Tchécoslovaquie : 2

## U

### Ukraine
| Date         | Lieu   | Match               | Score | Compétition             |
| ------------ | ------ | ------------------- | ----- | ----------------------- |
| 17 Juin 2024 | Munich | Roumanie vs Ukraine | 3-0   | Euro 2024 (1re journée) |

### Uruguay
Confrontations entre la Roumanie et l'Uruguay :
| Date            | Lieu                   | Match              | Score | Compétition                    |
| 21 juillet 1930 | Montevideo             | Uruguay - Roumanie | 4-0   | Coupe du monde 1930 (Groupe C) |
| 19 juin 1966    | Bucarest Roumanie      | Roumanie - Uruguay | 1-0   | Match amical                   |
| 4 janvier 1967  | Montevideo Uruguay     | Uruguay - Roumanie | 1-1   | Match amical                   |
| 24 mai 2006     | Los Angeles États-Unis | Roumanie - Uruguay | 0-2   | Match amical                   |
| 29 février 2012 | Bucarest Roumanie      | Roumanie - Uruguay | 1-1   | Match amical                   |

Bilan
- Total de matchs disputés : 5
- Victoires de l'équipe de Roumanie : 1
- Victoires de l'équipe d'Uruguay : 2
- Matchs nuls : 2